# Tren cartonero
El Tren Cartonero o Tren Blanco fue un servicio ferroviario especial prestado luego de la crisis del 2001 en los ferrocarriles metropolitanos de Buenos Aires para trasladar cartoneros desde el centro de la Capital Federal hacia los suburbios.
Los servicios comenzaron a ser prestados por las empresas Trenes de Buenos Aires (TBA) en las líneas Sarmiento y Mitre, y Metropolitano en las líneas San Martín y Roca. Se utilizaban formaciones radiadas del servicio y en evidente estado de abandono, carentes de asientos y en algunos casos hasta de luz eléctrica. Muchos coches lucían los viejos esquema de colores e incluso el logotipo de la histórica empresa estatal Ferrocarriles Argentinos.

## Origen
A partir de la crisis económica desatada en 2001, un gran número de desocupados y personas en situación de pobreza debieron dedicarse a la tarea de Recuperador Urbano (es decir, la búsqueda y recolección en los desechos de la ciudad de cartón y otros materiales reciclables). En 2002, se calculó que alrededor de 40 000 cartoneros trabajan en Buenos Aires.
Dado que la mayor parte de los centros de reciclaje se encuentran en las periferias de la ciudad, mientras que la mayor cantidad de residuos se acumula en la zona céntrica, los recuperadores urbanos debían viajar de un lado al otro mediante los ferrocarriles metropolitanos de Buenos Aires.
Estos inesperados pasajeros, cargando sus grandes carros llenos de residuos, colmaron los furgones de los trenes tradicionales (pensados para el traslado de bicicletas) y los espacios comunes de los coches de pasajeros. Frente a esa realidad, las operadoras privadas se vieron en la obligación de asignar formaciones especiales para el traslado de los cartoneros.

## Líneas Sarmiento y Mitre
En la línea Mitre, el servicio se prestaba con formaciones Toshiba en el ramal a Tigre y con formaciones Metropolitan Vickers en el ramal a José León Suárez. Los Metropolitan Vickers eran coches eléctricos ingleses de comienzos del siglo XX, incorporados por el Ferrocarril Central Argentino en su época de esplendor. Ferrocarriles Argentinos había modernizado algunas formaciones introduciendo un esquema blanco y rojo a mediados de los años 80. Esos coches, que contrastaban con el resto del material rodante, fueron los primeros en ser retirados del servicio y posteriormente destinados al servicio cartonero.
En la línea Sarmiento se ampliaron gradualmente los furgones comunes, hasta llegar finalmente asignar una formación exclusiva que circuló hasta 2007.

### Funcionamiento
Trasladaba desde el año 2001 a entre 600 y 1000 cartoneros diariamente cada uno desde diversos puntos de la Provincia de Buenos Aires hasta la Estación Retiro (línea Mitre) y Estación Once de Septiembre (línea Sarmiento) de la Ciudad de Buenos Aires, y que a última hora los llevaba de regreso desde la capital con los carros llenos de material, a cambio de un abono quincenal.

### Suspensión
Trenes de Buenos Aires primero suspendió en junio de 2006 el tren blanco de la Línea Sarmiento. Luego, suspendió los servicios de la Línea Mitre para el año 2008 (desde la estación José León Suárez y la estación Tigre hacia Retiro) mediante el siguiente comunicado:

TBA no puede seguir brindando en la línea Mitre el servicio de trenes especiales a cartoneros bajo las actuales condiciones en las que se está haciendo y los cartoneros deberán entender que es riesgoso para ellos mismos continuar con la utilización del tren cartonero para transportar sus carros.

Esta decisión provocó mucho malestar entre los cartoneros ya que significaba la pérdida de su único medio de transporte de media y larga distancia desde las zonas céntricas hasta sus viviendas de las zonas suburbanas. Como respuesta, se desataron ciertas protestas en la capital. A pesar de una orden dictada el 28 de diciembre de 2007 por el juez porteño en lo Contencioso, Administrativo y Tributario, Roberto Gallardo, de obligar a TBA a continuar con el servicio, la compañía ratificó la decisión y aseguró que el tren blanco no funcionaría más debido a "actos de vandalismo" de los cartoneros en las formaciones ferroviarias.

### Resolución del conflicto
Luego de un intenso periodo de lucha, en el cual además de los cartoneros del tren blanco participaron activamente el MTE, la cooperativa el Ceibo, la cooperativa el Álamo entre otras organizaciones de cartoneros, generando la primera marcha de unidad del sector, el gobierno de la ciudad se vio obligado a hacerse cargo de un sistema de logística nuevo que reemplazara al tren. Poco a poco cada turno del ex Tren blanco fue reemplazado por camiones semi-acoplados, que permitieron que los cientos de cartoneros del tren no perdieran su fuente de subsistencia.

## Líneas San Martín y Roca
En ambas líneas la empresa Metropolitano asignó formaciones compuestas por coches de pasajeros remolcados en pésimo estado. Las unidades no tenían ventanas, asientos, luminaria e incluso algunas no poseían puertas.
A mediados del 2004 esta empresa pierde la concesión de la Línea San Martín por graves incumplimientos en el servicio de pasajeros. Se conforma la Unidad de Gestión Operativa Ferroviaria de Emergencia (UGOFE), que asume la prestación del servicio y emprende su puesta en valor en todos los aspectos.
Es en ese contexto que, en el 2006, la empresa decide adaptar varios furgones postales para conformar una formación acorde a la labor de los cartoneros, en reemplazo de los coches de pasajeros destartalados. Esto se lleva adelante, se restauran los interiores y se realizan trabajos de pintura, convirtiendo al San Martín en la única línea con un tren cartonero que utiliza vagones en buen estado y acordes a su función.
A comienzos del 2007 el Estado rescinde (también por graves incumplimientos) el contrato que Metropolitano aún poseía en la línea Roca, y asigna la línea a la UGOFE. Para entonces, solo sobrevivía un destartalado servicio cartonero que partía a medianoche desde Constitución. El servicio es descontinuado en el 2012.

### Último servicio
El servicio cartonero de la línea San Martín fue el último en ser finalizado oficialmente en junio de 2016. Sin embargo, la prestación del mismo se llevó a cabo por 2 meses más, con la intención de notificar a los cartoneros la finalización del servicio. 

## En la cultura
El documental El tren blanco (2003) refleja la vida diaria de los cartoneros que viajaban en la línea Mitre, las relaciones entre ellos y cuenta con muchos y ricos testimonios de estos trabajadores, que ayudan a interpretar la importancia de este fenómeno social y representa una importante denuncia política.

## Galería

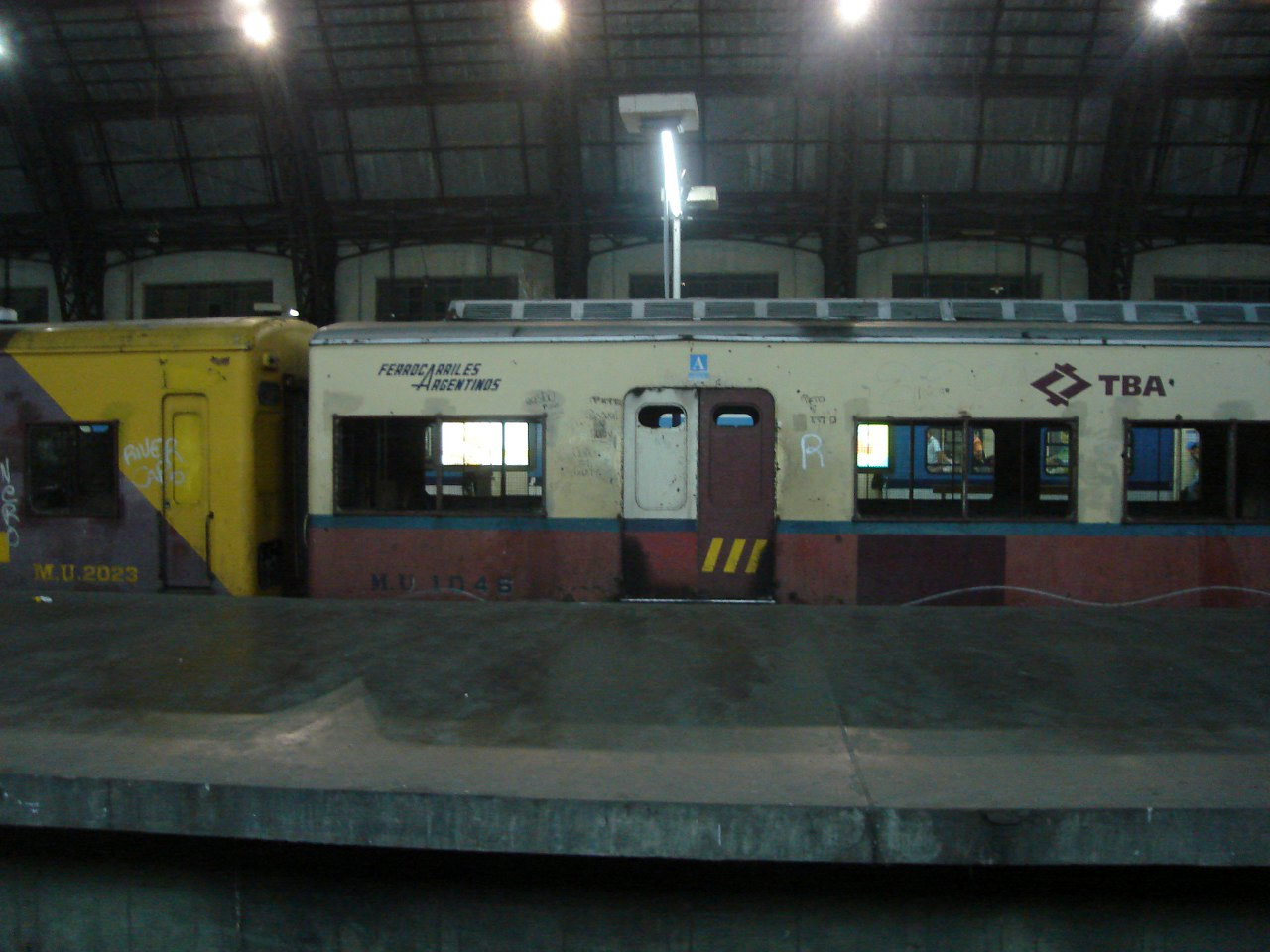
Formación cartonera con colores de Ferrocarriles Argentinos en Retiro Mitre
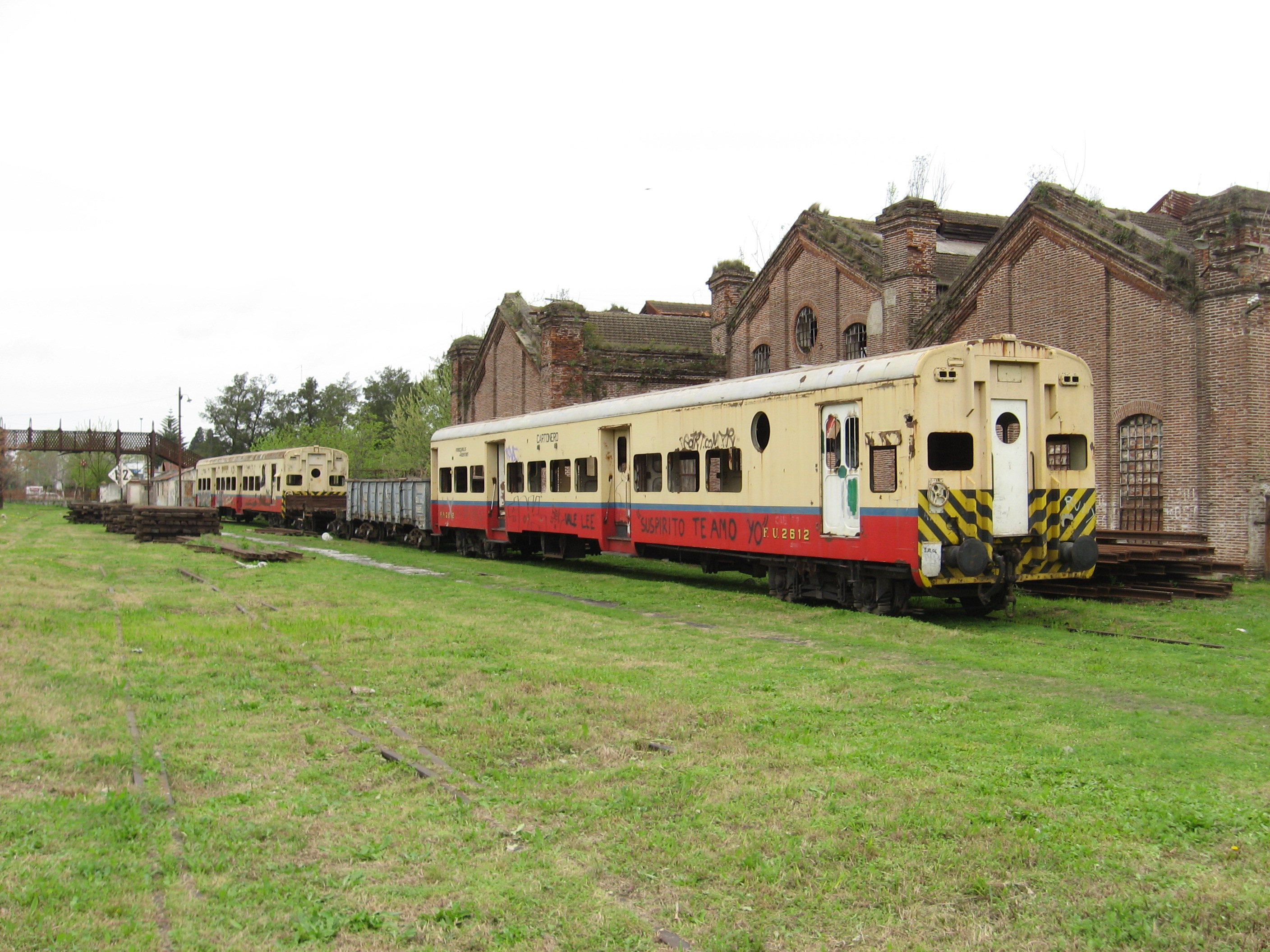
Viejos coches push-pull utilizados como cartoneros en el Roca
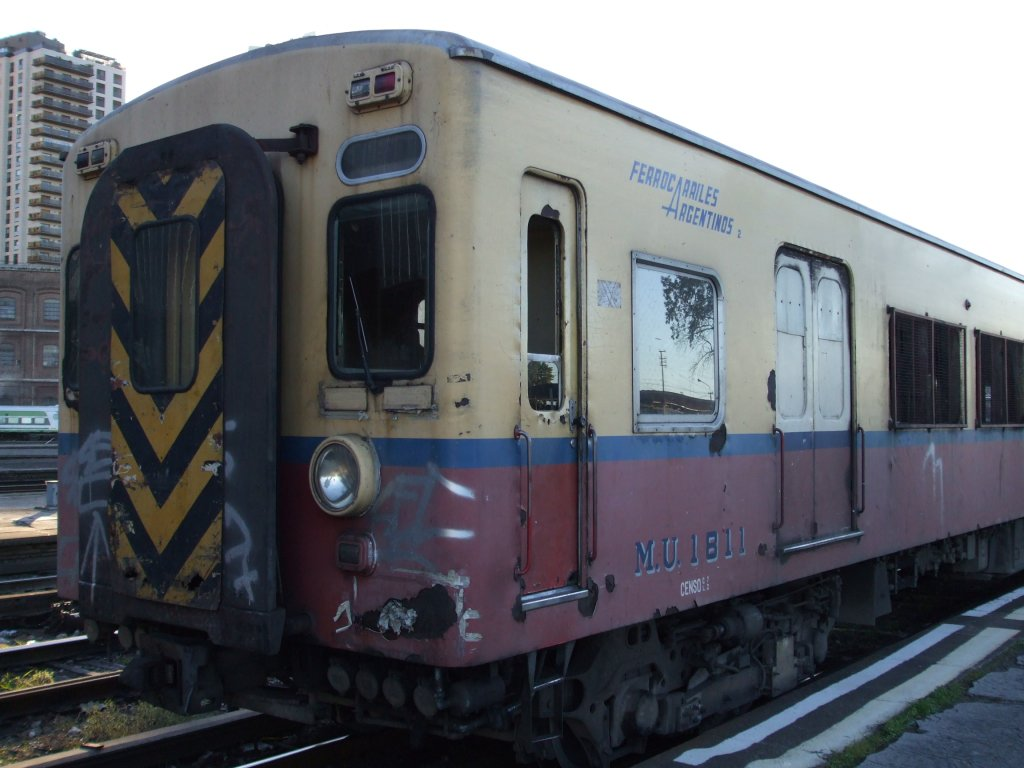
Frente de la formación cartonera de la línea Mitre
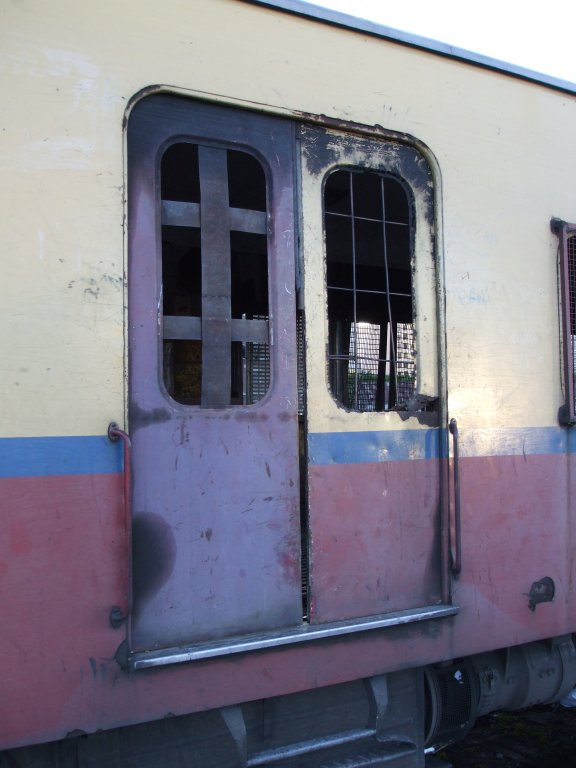
Detalle de una puerta (L. Mitre)
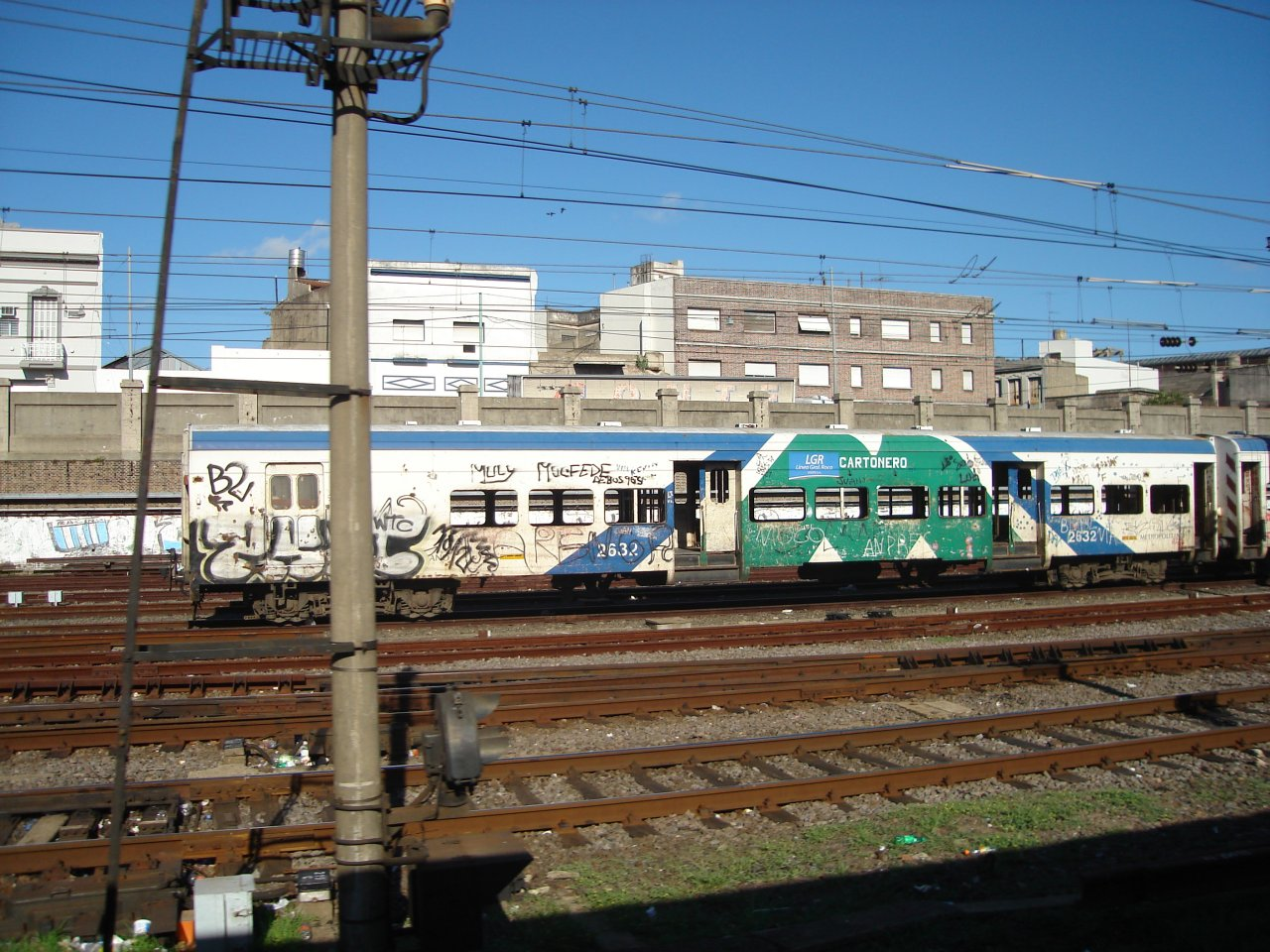
Formación cartonera de la línea Roca con colores de Metropolitano
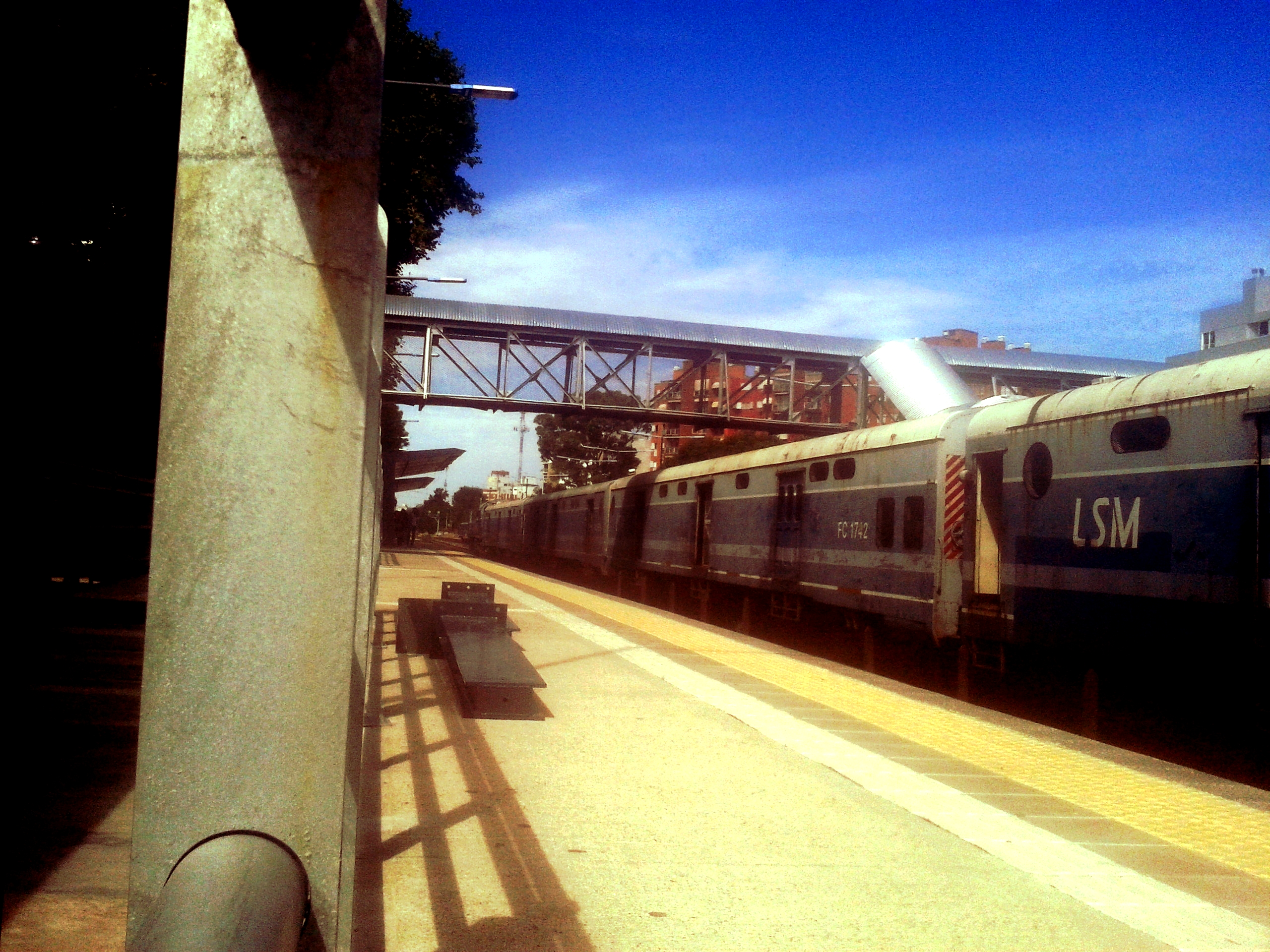
Formación cartonera de la línea San Martín en Villa del Parque